# 埃屈拉 (滨海夏朗德省)
埃屈拉（法語：Écurat，法語發音：[ekyʁa]）是法国滨海夏朗德省的一个市镇，位于该省中部，属于桑特区。

## 地理
埃屈拉（45°47'1"N, 0°40'30"W）面积10.55 平方千米，位于法国新阿基坦大区滨海夏朗德省，该省份为法国西部滨海省份，北起旺代省，西临大西洋，南至吉倫特省，东南接多爾多涅省，东北接德塞夫勒省接壤，东临夏朗德省。
与埃屈拉接壤的市镇（或旧市镇、城区）包括：普拉赛、昂沃港、圣乔治德科托、桑特。

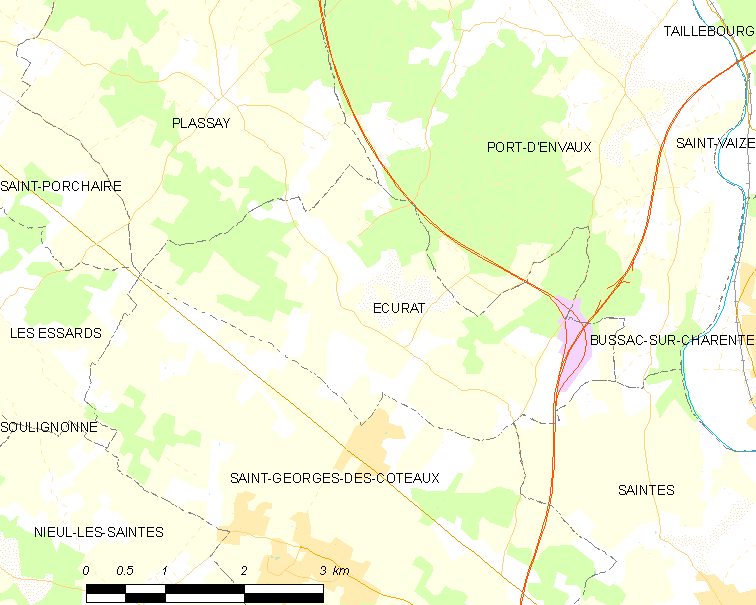
的OSM定位图

埃屈拉的时区为UTC+01:00、UTC+02:00（夏令时）。

## 行政
埃屈拉的邮政编码为17810，INSEE市镇编码为17148。

## 政治
埃屈拉所属的省级选区为圣波谢尔县。

## 人口

1962-2008年间人口变化图示

埃屈拉于2022年1月1日时的人口数量为445人。